# Trumaí
Los Trumaí (o Trumai; nombre nativo: Ho kod ke) son un pueblo indígena de Brasil. Viven actualmente en el Parque Indígena de Xingu, en el Estado de Mato Grosso. Tenían una población de 97 en 2011. Eran 120 en 2006, mientras que llegaron a ser 26 en 1966.

## Historia
El Trumái son uno de los últimos grupos que se han asentado en la parte superior del río Xingu, moviéndose allí en el siglo XIX  de la región entre los ríos Xingu y Araguaia, como resultado de los ataques de otros pueblos. Actualmente viven en cuatro aldeas en el Parque nacional, Terra Preta, Boa Esperança, Steinen y Terra Nova, situado a medio camino entre el puesto Leonardo Villas-Boas y el Puesto Indígena Diauarum, donde viven algunas otras familias.

## Economía
El Trumái son agricultores, que cultivan principalmente mandioca, pimientos y judías.

## Lengua
El idioma trumaí no está estrechamente relacionado con otros idiomas, y se lo considera una lengua aislada. Está en grave peligro de extinción, porque los niños se están convirtiendo en los hablantes nativos de Aweti, Suyá o portugués.

## Lecturas
- Robert F. Murphy and Buell Quain. "The Trumai Indians of Central Brazil." American Anthropologist, New Series, Vol. 58, No. 4 (Aug., 1956), p. 747
- Anne Sutherland Louis. "Alliance or Descent: The Trumai Indians of Central Brazil." Man, New Series, Vol. 6, No. 1 (Mar., 1971), pp. 18–29